# Železniško postajališče Medno
Železniško postajališče Medno je železniško postajališče v Sloveniji, ki oskrbuje bližnji naselji Medno in Vikrče (na drugi strani Save). 